# Clan Tokugawa
Il Clan Tokugawa (徳川氏?, Tokugawa-shi o Tokugawa-uji) fu una potente famiglia di daimyō del periodo Edo della storia del Giappone, a cui appartennero tutti gli shōgun del periodo Tokugawa.

## Storia
Il fondatore del clan fu Tokugawa Ieyasu, nato nel clan Matsudaira come Matsudaira Motoyasu, che, asceso a una posizione di grande potere durante il periodo Sengoku al seguito del suo signore Oda Nobunaga, nel 1567 chiese e ottenne dall'imperatore di poter cambiare il proprio nome, fondando di fatto un nuovo clan. Ieyasu sostenne di discendere da Nitta Yoshisue, appartenente al clan Nitta e quindi discendente del clan Minamoto. Questa genealogia, seppure non comprovata da fonti storiche, costituì la base formale che permise a Ieyasu di assumere nel 1603 il titolo di shōgun, portando a termine la decadenza del potere della famiglia imperiale iniziata con l'ambizione di Minamoto no Yoritomo nel 1192.
Ieyasu lasciò a suo figlio Hidetada la posizione di capo clan assieme a quella di shōgun, e ad altri tre dei suoi figli assegnò dei feudi e il privilegio di fondare dei rami cadetti del clan. Yoshinao, il nono figlio, divenne daimyō di Owari e capo del ramo Owari Tokugawa; Yorinobu, il decimo figlio, divenne daimyō di Kii e capo del ramo Kii Tokugawa; Yorifusa, l'undicesimo figlio, divenne daimyō di Mito e capo del ramo Mito Tokugawa. Complessivamente questi tre rami sono noti con il nome gosanke (御三家? lett. "tre onorevoli casati"), anche se il termine nel tempo escluse il casato di Mito per comprendere quello di Suruga.
Il quinto capo del ramo Kii Tokugawa, Yoshimune, dopo essere diventato shōgun concesse a due suoi figli il privilegio di fondare altri due rami cadetti: Munetake fondò il ramo Tayasu Tokugawa, mentre Munetada fondò il ramo Hitotsubashi Tokugawa. Un nipote di Yoshimune, Shigeyoshi, secondo figlio del suo primogenito ed erede Ieshige, fondò invece il ramo Shimizu Tokugawa, ed i tre insieme divennero noti come gosankyō (御三卿?); a differenza dei membri del gosanke non ricevettero feudi, ma risiedettero nel castello di Edo e la loro influenza nella corte shogunale superò quella del gosanke.
I membri del clan troppo lontani dalla linea ereditaria di un casato, o esclusi da questa per vari motivi dalla famiglia, perdevano (e perdono tuttora) il nome Tokugawa per assumere il nome Matsudaira, come prima del tempo di Ieyasu. Dei Matsudaira discendenti del clan divennero però daimyō, militari o politici di spicco. Ad esempio Hideyasu, il secondo figlio di Ieyasu che si era inizialmente trasferito al clan Yūki per via matrimoniale cambiando nome in Yūki Hideyasu, dopo l'inizio dello shogunato di suo padre ricambiò il suo nome in Matsudaira Hideyasu (anziché Tokugawa) e iniziò una dinastia di daimyō di Fukui.
Molti membri del clan Tokugawa nel corso della storia sposarono importanti daimyō o membri della famiglia imperiale. Al clan è dedicato il santuario shintoista Tōshō-gū a Nikkō, e il tempio buddhista Kan'ei-ji a Tokyo.

## Mitsuba aoi
Il mon (blasone, emblema) del clan (sia Tokugawa sia Matsudaira), il Mitsuba aoi (三葉葵?) o "triplo malvone", è diventato un'icona facilmente riconoscibile non solo del clan, ma di tutto lo shogunato Tokugawa. Nei jidaigeki (opere di ambientazione storica), il mon è tipicamente usato per suggerire la collocazione temporale della storia nel periodo Edo, mentre in quelli ambientati durante il periodo Bakumatsu il mon viene usato per identificare i personaggi leali allo shogunato dai realisti, identificati invece dal mon del crisantemo simbolo della famiglia imperiale.

## Membri della famiglia
- Tokugawa Ieyasu
- Tokugawa Hidetada
- Matsudaira Nobuyasu
- Yūki Hideyasu
- Matsudaira Ietada
- Matsudaira Tadaaki
- Matsudaira Tadanao
- Matsudaira Tadayori
- Tokuhime
- Tokugawa Komatsu
- Tokugawa Iemitsu
- Senhime
- Tokugawa Mitsukuni
- Tokugawa Iesada
- Tsunenari Tokugawa
- Muneyoshi Tokugawa

## Servitori

### Clan
- Clan Abe, provincia di Mikawa
- Gosankyō
- Clan Baba
- Clan Honda
- Clan Ii
- Clan Ishikawa
- Clan Ōkubo
- Clan Sakai
- Clan Toda

### Servitori importanti
- Abe Masakatsu
- Akamatsu Norifusa
- Akaza Naoyasu
- Amano Yasukage
- Ando Naotsugu
- Ando Shigenobu
- Aoyama Tadanari
- Ariyama Toyouji
- Asano Nagaakira
- Baba Nobushige
- Fukushima Masanori
- Fukushima Masayori
- Furuta Shigekatsu
- Hattori Hanzō
- Hattori Masanari
- Hiraiwa Chikayoshi
- Hirose Kagefusa
- Hisamatsu Sadakatsu
- Honda Hirotaka
- Honda Masanobu
- Honda Masazumi
- Honda Narishige
- Honda Shigetsugu
- Honda Tadakatsu
- Honda Tadamasa
- Honda Tadatoki
- Honda Tadatsugu
- Honda Tadazumi
- Honda Yasushige
- Honda Yasutoshi
- Hoshina Masamitsu
- Hoshina Masanao
- Hoshina Masatoshi
- Ii Naomasa
- Ii Naotaka
- Ii Naotsugu
- Ina Tadatsugu
- Ishikawa Kazumasa
- Ishin Sūden
- Kikkawa Hiroie
- Kobayakawa Hideaki
- Kōriki Kiyonaga
- Kutsuki Mototsuna
- Mizuno Nobumoto
- Naitō Ienaga
- Naitō Nobunari
- Natsume Yoshinobu
- Ogasawara Ujisuke
- Ogawa Suketada
- Ōkubo Tadayo
- Ōkubo Tadasuke
- Ōkubo Tadachika
- Ōkubo Nagayasu
- Okudaira Sadamasa
- Sakai Tadatsugu
- Sakakibara Yasumasa
- Suganuma Sadamitsu
- Torii Tadayoshi
- Torii Mototada
- Uemura Masakatsu
- Wakisaka Yasuharu
- Watanabe Moritsuna